# 日産・HRエンジン
日産・HRエンジンは、日産自動車とルノーグループが共同開発したガソリンエンジンの系列である。QGエンジンの後継として、2004年9月に登場したティーダを皮切りに小型乗用車・商用車に搭載されている。シリンダーボア78.0mm、75.5mmそして72.2mmの3種類が存在しており、72.2mmバージョンはメルセデス・ベンツ・グループも開発に加わっている。

## 概要
主に税制の違いにより、日本国内向け車種には通常HR15DEが搭載され、HR16DEは日本国外向けの車種・仕様に多く搭載される。日本国内向けのHR16DEは、乗用車はイギリス日産製のK12型マイクラC+C、ティーダラティオ教習車、E11型ノートのMT車など、トルクの求められる商用車向けとしてADの4WD車及びNV200バネットに搭載されている。
2006年12月に改良を実施。カムシャフトの鏡面加工仕上げやCVTCの作動角の拡大、オルタネーターへの回生機能の付加などによって、従来型よりもエネルギー効率を向上させた上で、従来型を搭載する一部の車種に採用される。
2009年4月の改良では、エンジン本体および組み合わされるエクストロニックCVTの制御の見直しによってさらに燃費を向上させ、従来型を搭載する一部の車種に採用される。
2010年3月にタイで先行発売されたK13型マーチに直列3気筒のHR12DEが搭載された。また、2011年にはアイドリングストップ機構とスーパーチャージャーを追加した直噴ガソリンエンジン・HR12DDRの追加がアナウンスされ、欧州向けマーチ（マイクラ）に搭載された。国内市場では2012年発売の2代目ノートに搭載された。
2010年6月には量産車としては世界初のデュアルインジェクターを採用したHR15DEをジュークに搭載した。デュアルインジェクターは燃料噴射を1シリンダーあたり2本のインジェクターで行い、燃焼効率を安定させるものである。
2012年、このHRエンジンをベースにルノーが開発したHエンジン（H5Ft）がメガーヌ3に搭載され、以降同社の小型車を中心に搭載されている。2018年にはメルセデス・ベンツ・グループも加わり、1.3LのH5Hが登場。ルノー、メルセデス・ベンツ、日産の一部車種に搭載されている。

## ボア 78.0mm (2004年-)

### HR10DE / H4D (ルノー)
- タイプ : 999cc 直列3気筒 DOHC 12バルブ
- 内径×行程 : 78.0mm×69.7mm
- 最高出力 最大トルク: 56.6kW（77PS）98N·m(kg·m)
- フレックス燃料対応（E22）、エタノール（E100）

搭載車種
- 2015年 日産・マーチ K13 (ブラジル)
- 2015年 日産・ヴァーサ N17 (ブラジル)

※なお後述のHR10DET(HRA0)やHR10DDTは、「ボア72.2mm(2012年-)」のグループに分類されているとおり、単純な当エンジンのターボ版などといったものではなく、全くの別物である。

### HR12DE

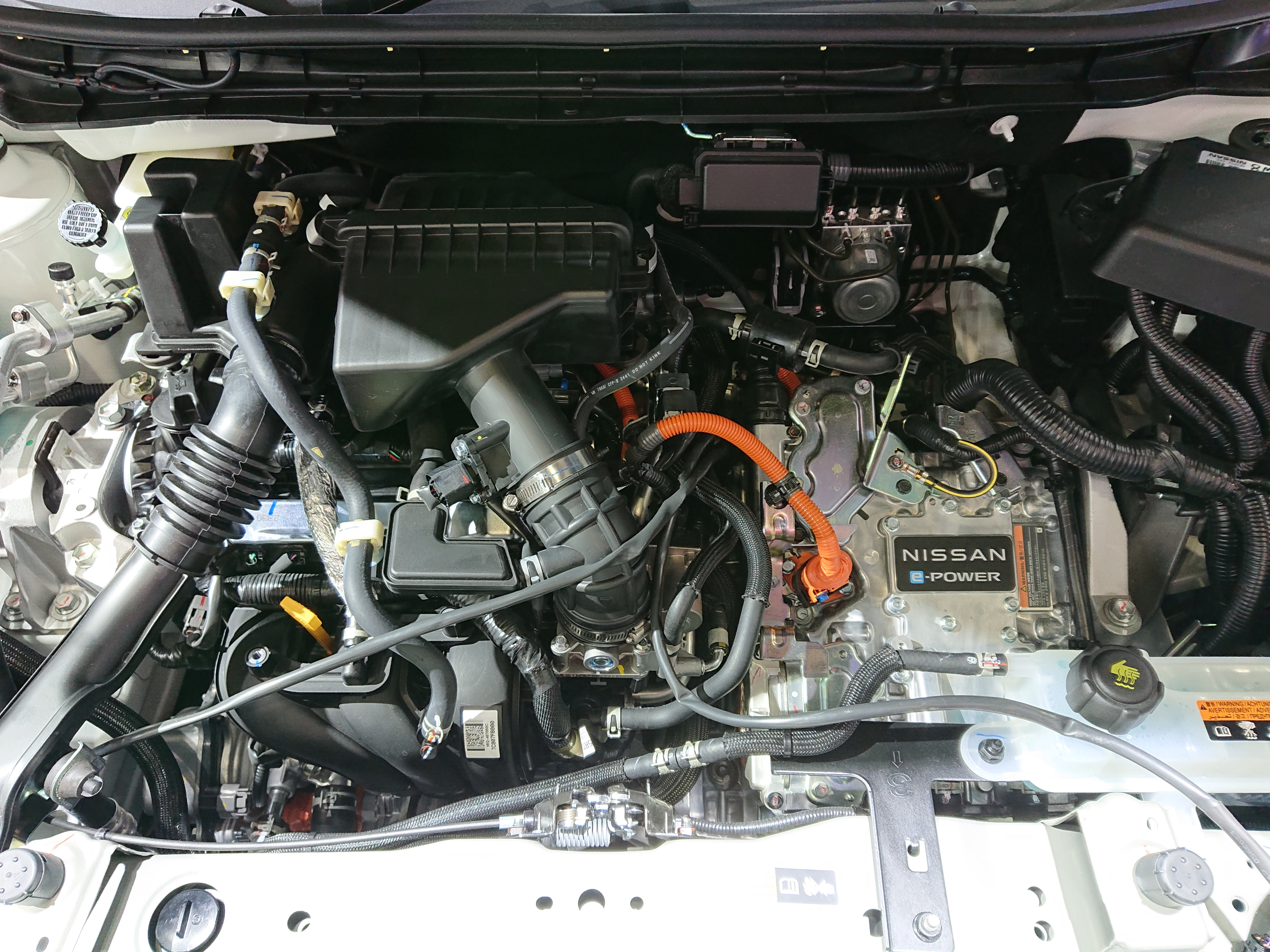
HR12DE-EM47 (キックス e-POWER)

- タイプ : 1,198cc 直列3気筒 DOHC 12バルブ CVTC
- 内径×行程 : 78.0mm×83.6mm
- 最高出力 最大トルク: 58kW(79PS) /6,000rpm 106N·m(10.8kg·m) /4,400rpm　(圧縮比:10.2)（マーチ、ノート、ラティオの値）
56kW(76PS) /6,000rpm 104N·m(10.6kg·m) /4,000rpm（パルスの値）
60kW(82PS) /6,000rpm　
103N·m(10.5kgf·m) /4,800rpm (圧縮比:12.0)　(e-POWER発電用)

#### 搭載車種
- 日産・マーチ（K13型）2010年7月-
- 日産・ノート（E12型、日本および欧州仕様、NAおよびe-POWER）2012年9月-
- 日産・ラティオ（N17型）2012年10月-2016年12月
- 日産・アルメーラ（N17T型・タイ向けラティオ）2011年-2019年
- ルノー・パルス 2012年-
- ダットサン・GO 2014年-
- ダットサン・GO+ 2014年-
- 日産・セレナ（C27型、e-POWER）2018年-
- 日産・キックス (P15型、日本およびタイ仕様、e-POWER) 2020年-
- 日産・ノート（E13型、e-POWER）2020年-
- 日産・ノート オーラ（FE13型、e-POWER）2021年-

### HR12DDR

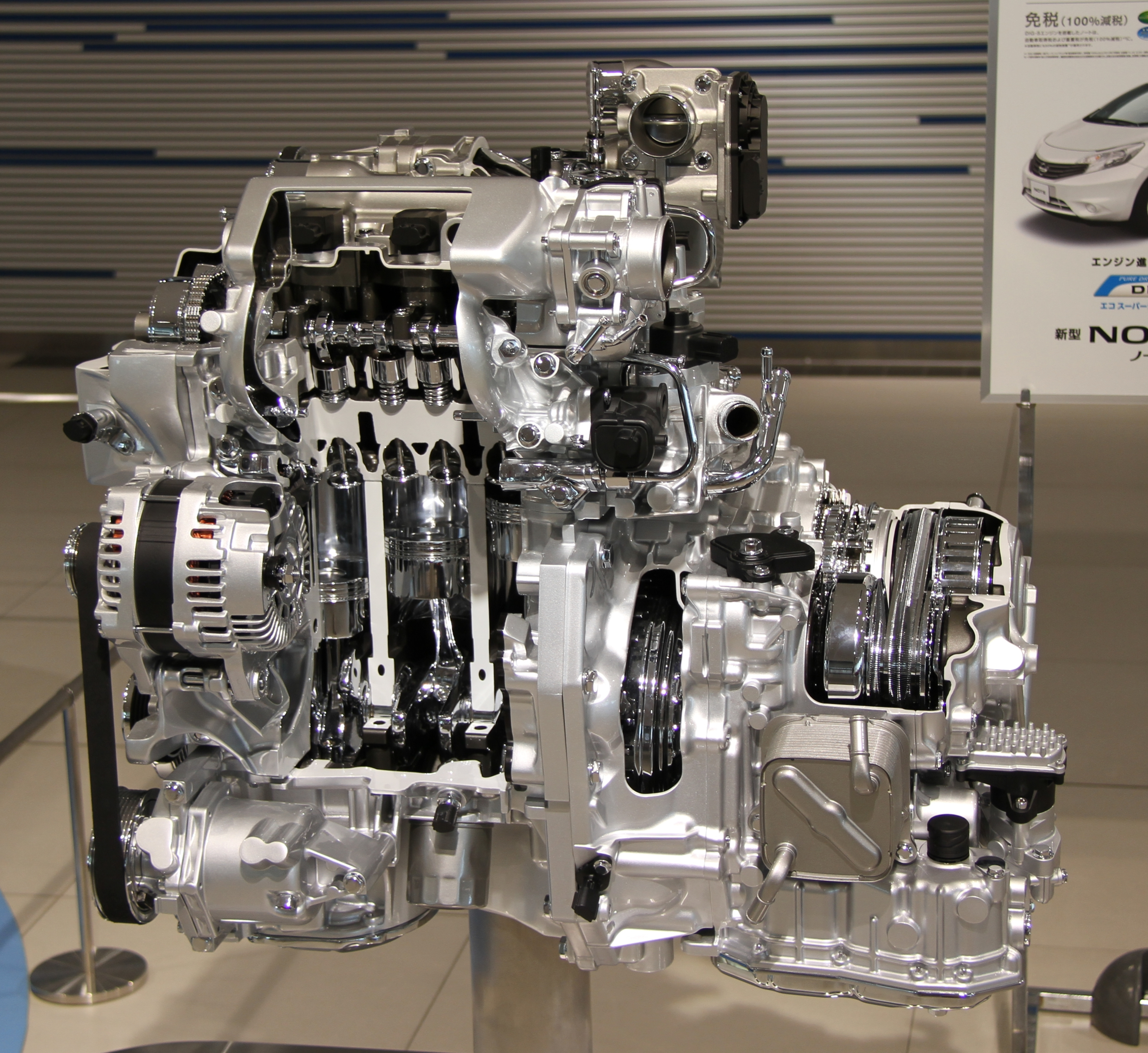
HR12DDR (カットモデル)

- タイプ : 1,198cc 直列3気筒 DOHC 12バルブ 直噴 スーパーチャージャー CVTC
- 内径×行程 : 78.0mm×83.6mm
- 最高出力 最大トルク: 72kW(98PS) /5,600rpm 142N·m(14.5kg·m) /4,400rpm

圧縮比は国内と欧州で異なる（国内：12.0・欧州：13.0）。過給器付としては高い数値だが、ミラーサイクルエンジンであるため有効圧縮比はこれより低い。

#### 搭載車種
- 日産・欧州向けマーチ（K13型・欧州名マイクラ）2011年-
- 日産・ノート（E12型、日本および欧州仕様、ターボ）2012年9月-

### HR14DDe

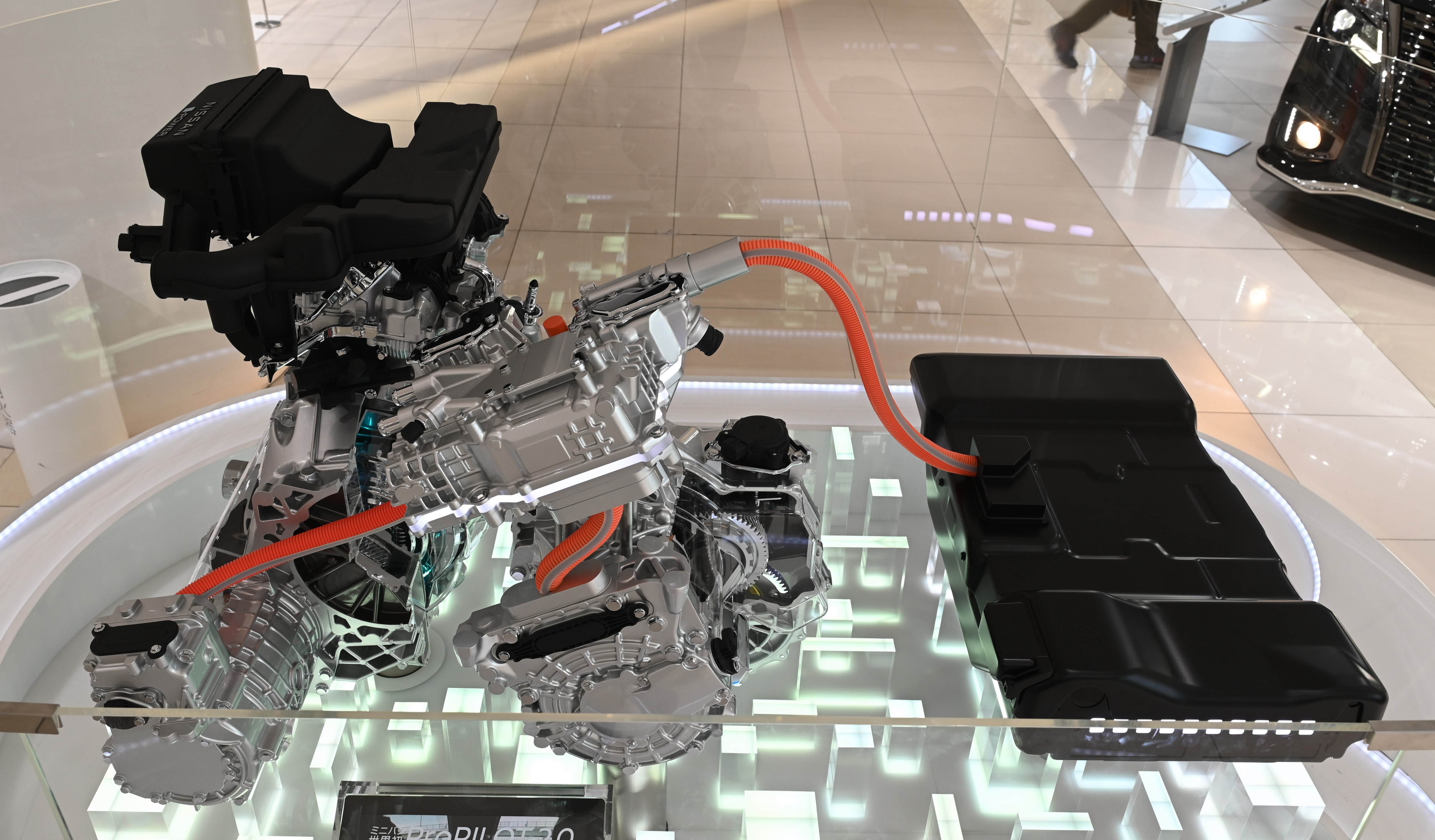
日産・セレナ（C28型、e-POWER）パワーユニットのカットモデル（左がHR14DDe）

- タイプ：1,433cc 直列3気筒 DOHC 12バルブ 直噴 CVTC
- 内径×行程：78.0×100.0mm
- 最高出力 最大トルク:72kw(98PS) /5,600rpm 123N·m(12.5kg·m) /5,600rpm

#### 搭載車種
- 日産・セレナ（C28型、e-POWER）2023年-

初のe-POWER発電専用エンジン。ボア径はHR12DEと共通ながら、100mmというロングストローク設計。振動・騒音対策として随所にバランスウェイトを配置している。第33回（2024年次）RJCカー・オブ・ザ・イヤー・テクノロジーオブザイヤー受賞。

### HR15DE

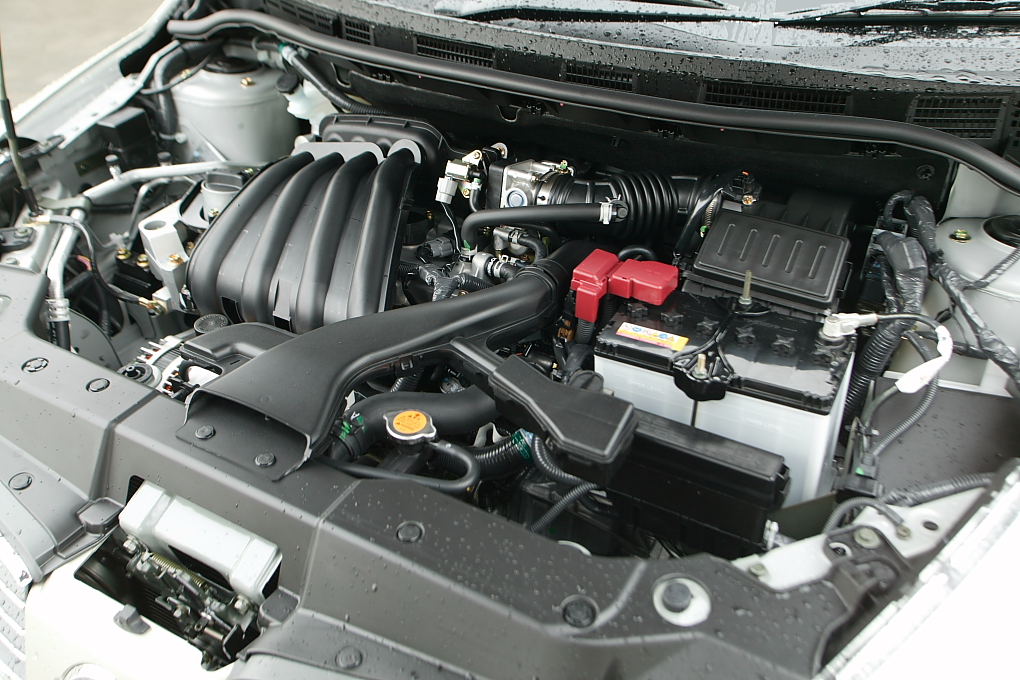
HR15DE (ティーダラティオ)

CVTと組み合わせることで、豊かな低速トルクと中・高速の伸びを実現した。
- タイプ : 1,498cc 直列4気筒 DOHC 16バルブ CVTC
- 内径×行程 : 78.0mm×78.4mm
- 最高出力 最大トルク: 80kW(109PS) /6,000rpm 148N·m(15.1kg·m) /4,400rpm

デュアルインジェクターつき（スペックは仕向けにより異なる）
- 最高出力 最大トルク:

1. 84kW(114PS) /6,000rpm 150N·m(15.3kg·m) /4,000rpm
2. 82kW(112PS) /5,600rpm 139N·m(14.2kg·m) /4,200rpm
3. 75KW(101ps) /6,000rpm 136N·m(13.9kgm) /4,000rpm
4. 73kW(99ps) /6,000rpm 134N·m(13.7kgm) /4,000rpm
5. 85KW(116PS) /6,000rpm 156N·m(15.9kgm) /3,600rpm

#### 搭載車種
- 日産・ティーダ（C11型）2004年9月-2012年8月
- 日産・ティーダラティオ（C11型）2004年10月-2012年9月
- 日産・ノート（E11型）2005年1月-2012年9月
- 日産・キューブ/日産・キューブキュービック（Z11型）2005年5月- (Z12型）2008年11月-
- 日産・マーチ/マイクラ（K12型）2005年8月-2010年6月
- 日産・マーチ NISMO S（K13型改）
- 日産・ウイングロード（Y12型）2005年11月-2018年3月
- 日産・ブルーバードシルフィ（G11型）2005年12月-2012年12月
- 日産・ADバン/ADエキスパート（Y12型）2006年10月-
- 日産・グランドリヴィナ
- 日産・ジューク 2010年6月-2020年6月
- 日産・サニー/アルメーラ（B17型）2011年-
- ルノー・スカラ
- 日産・キックス (P15型、中国仕様) 2017年-

### HR16DE / H4M (ルノー)

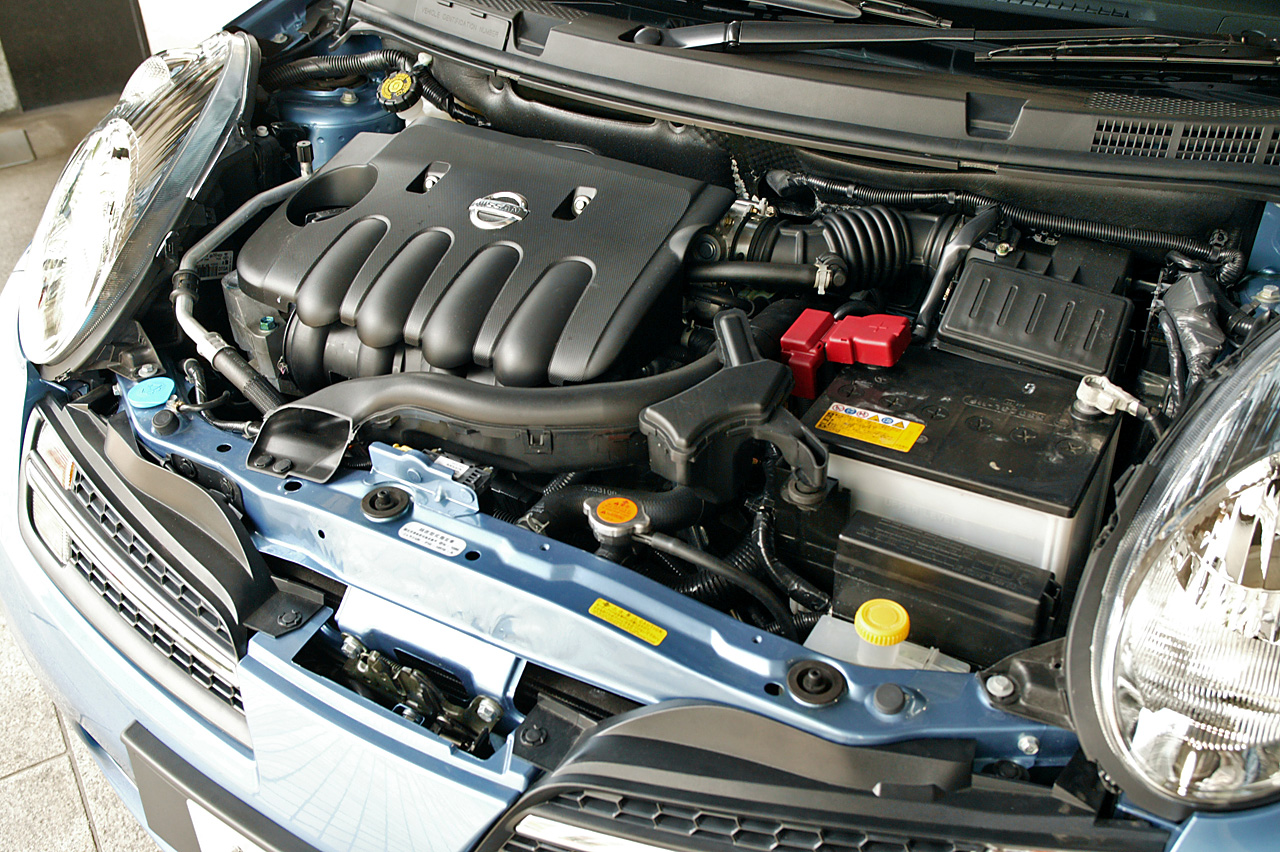
HR16DE (マイクラC+C)

ルノー・グループではH4M（デュアルインジェクター付はH4Mk）と称する。また三菱やマツダでは日産同様のHR16DEと称する。
- タイプ : 1,598cc 直列4気筒 DOHC 16バルブ CVTC
- 内径×行程 : 78.0mm×83.6mm
- 最高出力 最大トルク

1. 81kW(110PS) /6,000rpm 153N·m(15.6kg·m) /4,400rpm
2. 80kW(109PS) /6,000rpm 152N·m(15.5kg·m) /4,400rpm
3. 86kW(117PS) /6,000rpm 153N·m(15.6kg·m) /4,400rpm
4. 103kW(140PS) /6,400rpm 163N·m(16.6kg·m) /4,800rpm

#### 搭載車種
- 日産・マイクラ/マイクラC+C（K12型）
- 日産・ノート（E11型、5MT車）
- 日産・ノート（E12型、アメリカ向け）
- 日産・ノート NISMO S （E12型、5MT） （4）
- 日産・ティーダ/ヴァーサ/ティーダラティオ（C11型）
  - 日産・ラティオ教習車 (2)
- 日産・AD（4WD車）
  - 三菱・ランサーカーゴ（4WD車）
  - マツダ・ファミリアバン（4WD車）
- 日産・NV200バネット
  - 三菱・デリカD:3
- 日産・キャシュカイ（欧州仕様）
- 日産・ブルーバードシルフィ（中国仕様）(3)
- ルノー・メガーヌ（X95型）2009年-
- ルノーサムスン・SM3 2009年-
- ルノー・フルエンス 2009年-
- 日産・ジューク (F15型) 2010年-
- ダチア・ダスター 2010年-
- ダチア・ドッカー 2012年-
- ダチア・ロガン 2012年-
- ダチア・ロッジー 2012年-
- 日産・ヴァーサセダン（N17型）※2代目ラティオの北米仕様 2012年-
- 日産・キックス (P15型、ブラジル仕様) 2016年-
- ルノー・アルカナ 2019年-
- ルノーサムスン・XM3 2019年-

## ボア 72.2mm (2012年-)

### HR09DET / H4Bt (ルノー) / M281 (メルセデス・ベンツ)
直列3気筒 0.9L (898cc) マルチポイント・インジェクション、ターボチャージャー付き。最高出力は5500 rpmで66 kW (89 hp; 90 PS)、最大トルクは2250–2500 rpmで135 ～ 140 N·m (100 ～ 103 lbf·ft)を発生する。ルノーでのマーケティング名はTCe90、TCe95である。また、110hp版(TCe110)がトゥインゴGTに用意されていた。
搭載車種
- 2012年-2020年：ルノー・クリオ（4代目）
- 2013年-2021年：ダチア・サンデロ（2代目）
- 2013年-2021年：ダチア・ロガン（2代目）
- 2013年-2020年：ルノー・キャプチャー（初代）
- 2014年-2019年：ルノー・トゥインゴ（3代目）
- 2014年-2019年：スマート・フォーツー（3代目） / スマート・フォーフォー（2代目）
- 2017年-2019年：日産・マイクラ（5代目） 0.9 Turbo, IG-T 90

### HR12DDT / HRA2 / H5Ft (ルノー)

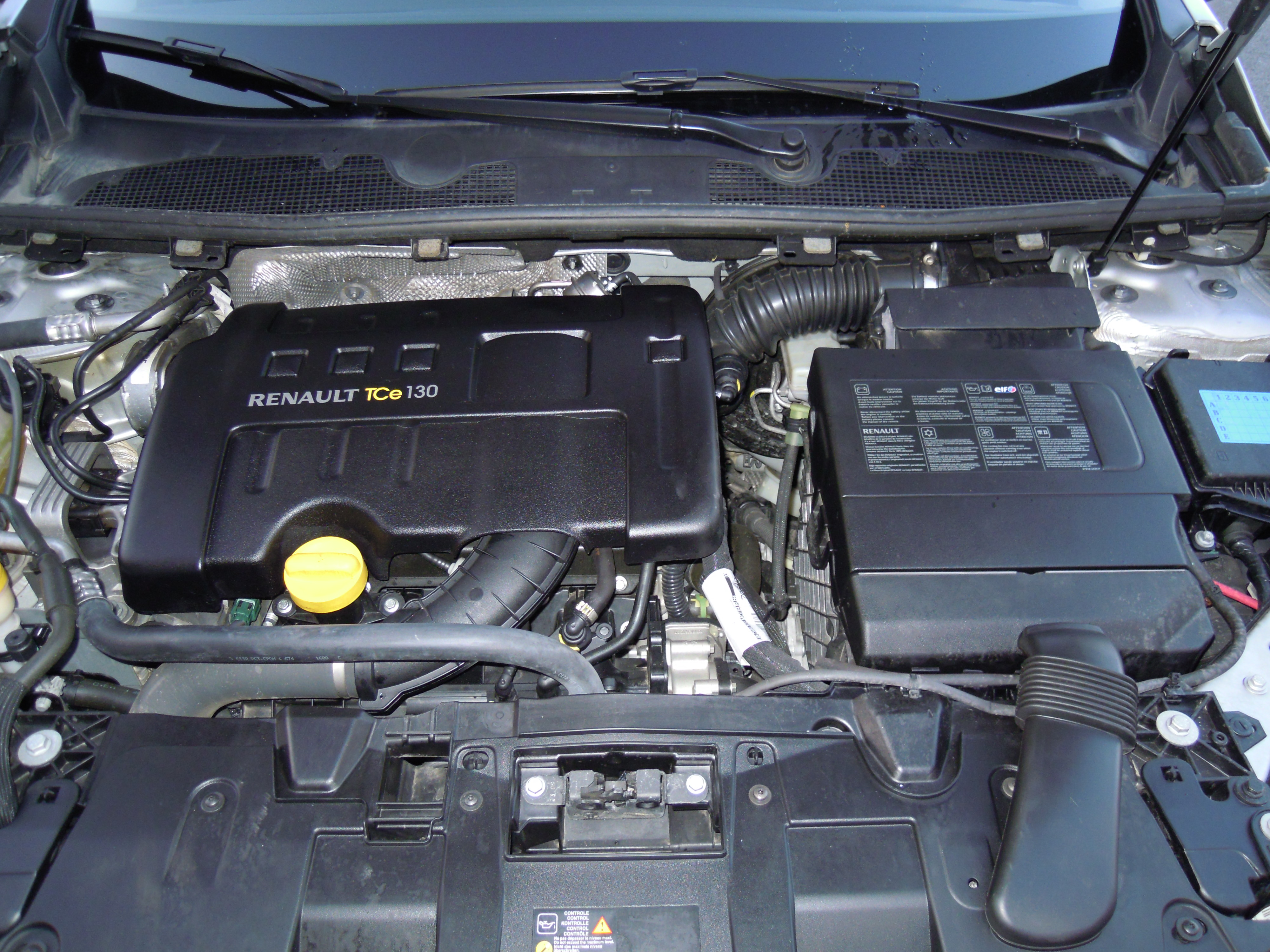
ルノー・H5Ft

直列4気筒 1.2L (1,197cc) オールアルミ製、ダイレクトインジェクション、ターボチャージャー、タイミングチェーン駆動DOHC、VVT、可変容量オイルポンプ、スタートストップ、回生ブレーキ付き。ルノーでのマーケティング名はTCe115、TCe120、TCe125、および TCe130である。
このエンジンの一部は世界各地で異常なオイル消費問題等が発生しており、ルノー・ジャポンでは2020年11月25日にリコール届出をしている（外-3126）。
最高出力及び最大トルクは以下の通りである。
| ルノーでのグレード名 | 最高出力                                        | 最大トルク                         |
| -------------------- | ----------------------------------------------- | ---------------------------------- |
| TCe115               | 85 kW (114 hp; 116 PS)/4500 or 5000 or 6000 rpm | 190 N⋅m (140 lbf⋅ft)/1900–4000 rpm |
| TCe130               | 97 kW (130 hp; 132 PS)/5000–5500 rpm            | 205 N⋅m (151 lbf⋅ft)/2000–3000 rpm |

搭載車種
- 2012年-2019年：ルノー・クリオ（4代目） TCe 120
- 2013年-2018年：ルノー・キャプチャー（初代） TCe 120
- 2013年-2016年：ルノー・メガーヌ（3代目）
- 2013年-2016年：ルノー・セニック（3代目）
- 2013年-2018年：日産・キャシュカイ（2代目）
- 2014年-2018年：日産・ジューク（初代）
- 2014年-2020年：ルノー・カングー（2代目）
- 2015年-2018年：日産・パルサー（8代目）
- 2015年-2018年：ルノー・カジャー
- 2016年–2018年：ルノー・メガーヌ（4代目）
- 2016年–2018年：ルノー・セニック/グランセニック（4代目）
- 2017年–2019年：ダチア・ダスター（初代）

### HR13DDT / H5Ht (ルノー) / M282 (メルセデス・ベンツ)
直列4気筒 1.3 L (1,332 cc) オールアルミ製、ダイレクトインジェクション、ターボチャージャー、タイミングチェーン駆動DOHC、VVT、可変容量オイルポンプ、スタートストップ、回生ブレーキおよび日産・GT-Rと同様のボアスプレーコーティング システムを採用。
このエンジンは WLTP (Euro 6c) をテストしている。また、気筒休止技術が追加された。最高出力及び最大トルクは以下の通りである。
| ルノーでのグレード名 | 最高出力                         | 最大トルク                             |
| -------------------- | -------------------------------- | -------------------------------------- |
| TCe115               | 85 kW (114 hp; 116 PS)/4500 rpm  | 220 N・m (162 lbf・ft)/1500 - 3500 rpm |
| TCe140               | 103 kW (138 hp; 140 PS)/5000 rpm | 240 N・m (177 lbf・ft)/1600 - 3600 rpm |
| TCe160               | 117 kW (157 hp; 159 PS)/5500 rpm | 270 N・m (199 lbf・ft)/1800 - 3500 rpm |

搭載車種

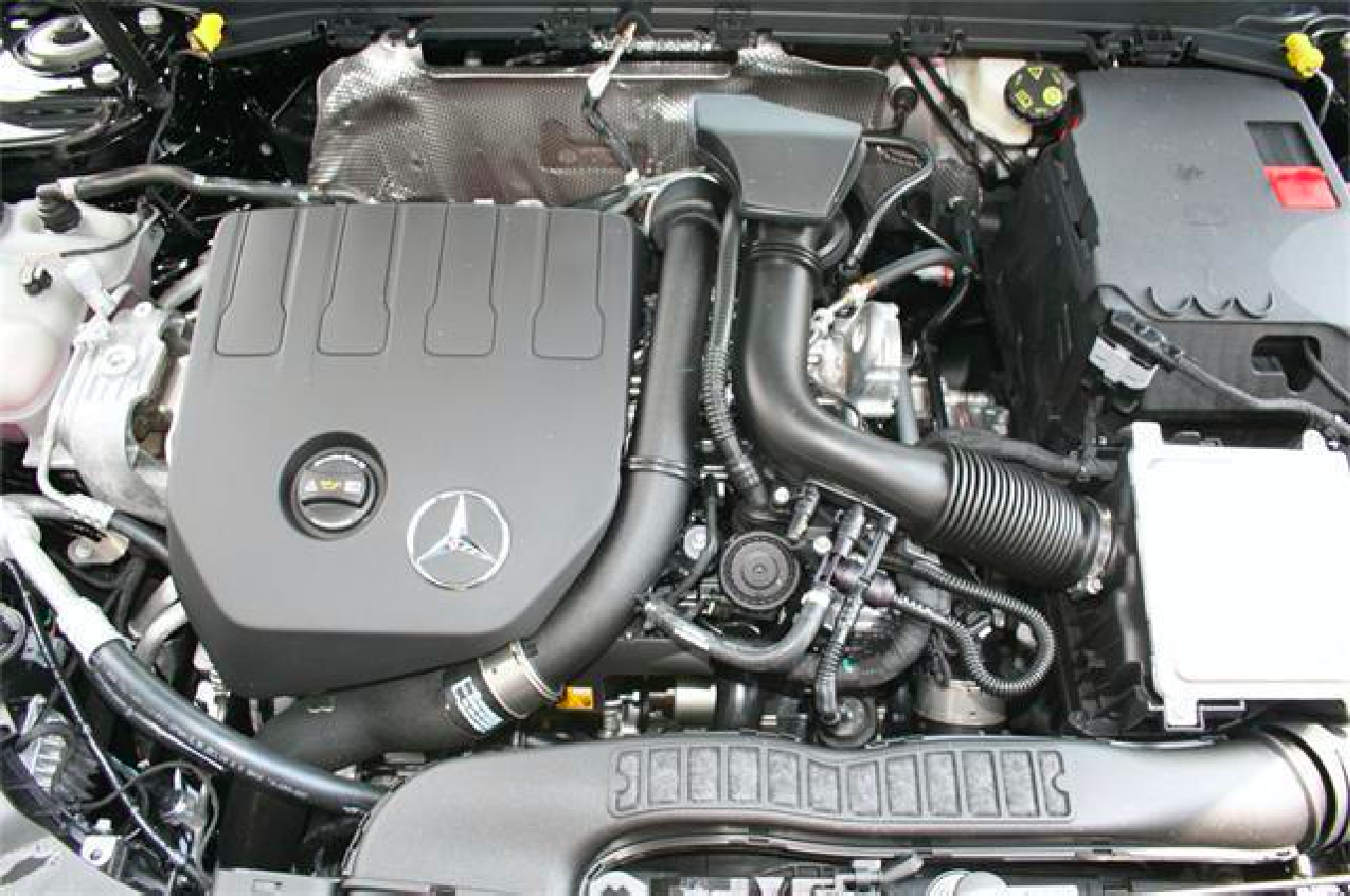
メルセデス・ベンツ・M282エンジン

- 2018年：メルセデス・ベンツ・Aクラス（4代目）
- 2019年：メルセデス・ベンツ・Bクラス（3代目）
- 2019年：メルセデス・ベンツ・CLAクラス（2代目）
- 2020年：メルセデス・ベンツ・GLAクラス（2代目）
- 2020年：メルセデス・ベンツ・GLBクラス
- 2018年：日産・キャシュカイ（2代目）
- 2018年：ルノー・メガーヌ（4代目）
- 2018年：ルノー・セニック/グランセニック（4代目）
- 2019年 - 2022年：日産・エクストレイル（3代目）
- 2019年：ルノー・アルカナ（ロシア仕様のみ）
- 2019年：ルノー・キャプチャー（初代及び2代目）
- 2019年：ルノー・クリオ（5代目）
- 2019年 - 2022年：ルノー・カジャー
- 2019年 - 2022年：ルノー・タリスマン
- 2020年：ダチア・ダスター（2代目）
- 2020年：ルノーサムスン・XM3/ルノー・アルカナ/ルノー・メガーヌコンクエスト
- 2020年：日産・キックス（インド）
- 2020年：ルノー・キャプチャー（ロシア仕様のみ）
- 2020年：ルノー・コレオス（2代目）[8]
- 2021年：日産・キャッシュカイ（3代目）
- 2021年：ルノー・カングー（3代目）/日産・タウンスター/メルセデス・ベンツ・シタン（2代目）/メルセデスベンツ・Tクラス（シタンの乗用モデルにおける上位車種）
- 2022年：ルノー・オーストラル

### HR10DET / HRA0 / H4Dt (ルノー)
ターボチャージャー付き直列4気筒レイアウトで排気量は1.0 L (999 cc)。マルチインジェクション方式を採用している。
最高出力は5,000 rpmで74 kW (100 PS; 99 hp)、最大トルクは1,750 rpmで160 N⋅m (118 lbf⋅ft)を発生する。このエンジンはLPGにも対応しているが、最高出力は変わらず、最大トルクは2,000rpmで170 N⋅m (125 lbf⋅ft)となる。

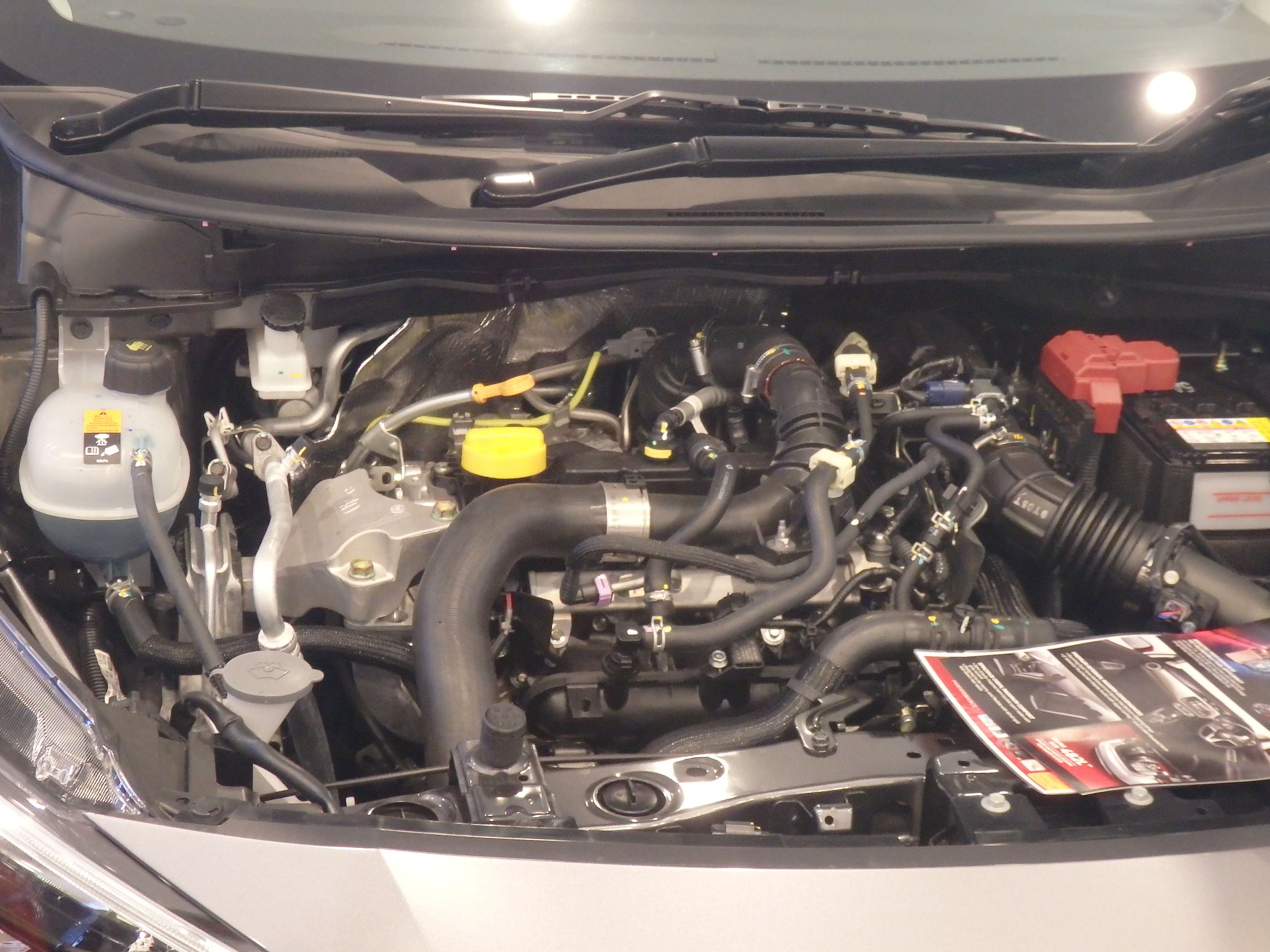
日産・アルメーラ（4代目）に搭載されているHR10DET

- 最高出力 最大トルク: 74kW(101PS)  160N·m(16.3kg·m)

※LPG仕様は最大トルク：170N·m(17.3kg·m)
搭載車種
- 2019年：日産・アルメーラ（4代目） 152 Nm
- 2019年：日産・マイクラ（5代目）IG-T 100
- 2019年：ルノー・クリオ（5代目） TCe 100
- 2020年：ルノー・キャプチャー（2代目）
- 2021年：ダチア・ロガン（3代目） TCe 90 / ECO-G 100
- 2021年：ダチア・サンデロストリートウェイ（3代目） TCe 90 / ECO-G 100
- 2021年：日産・マグナイト
- 2021年：ルノー・キガー
- 2021年：ルノー・トライバー
- 2022年：ダチア・ジョガー TCe 100 / ECO-G 100

### HR10DDT / HRA1 / H5Dt (ルノー)
直列3気筒 1.0 L (999 cc) オールアルミ製、ダイレクトインジェクション、ターボチャージャー、タイミングチェーン駆動DOHC、VVT、可変容量オイルポンプ、スタートストップ、回生ブレーキおよび日産・GT-Rと同様のボアスプレーコーティング システムを採用。

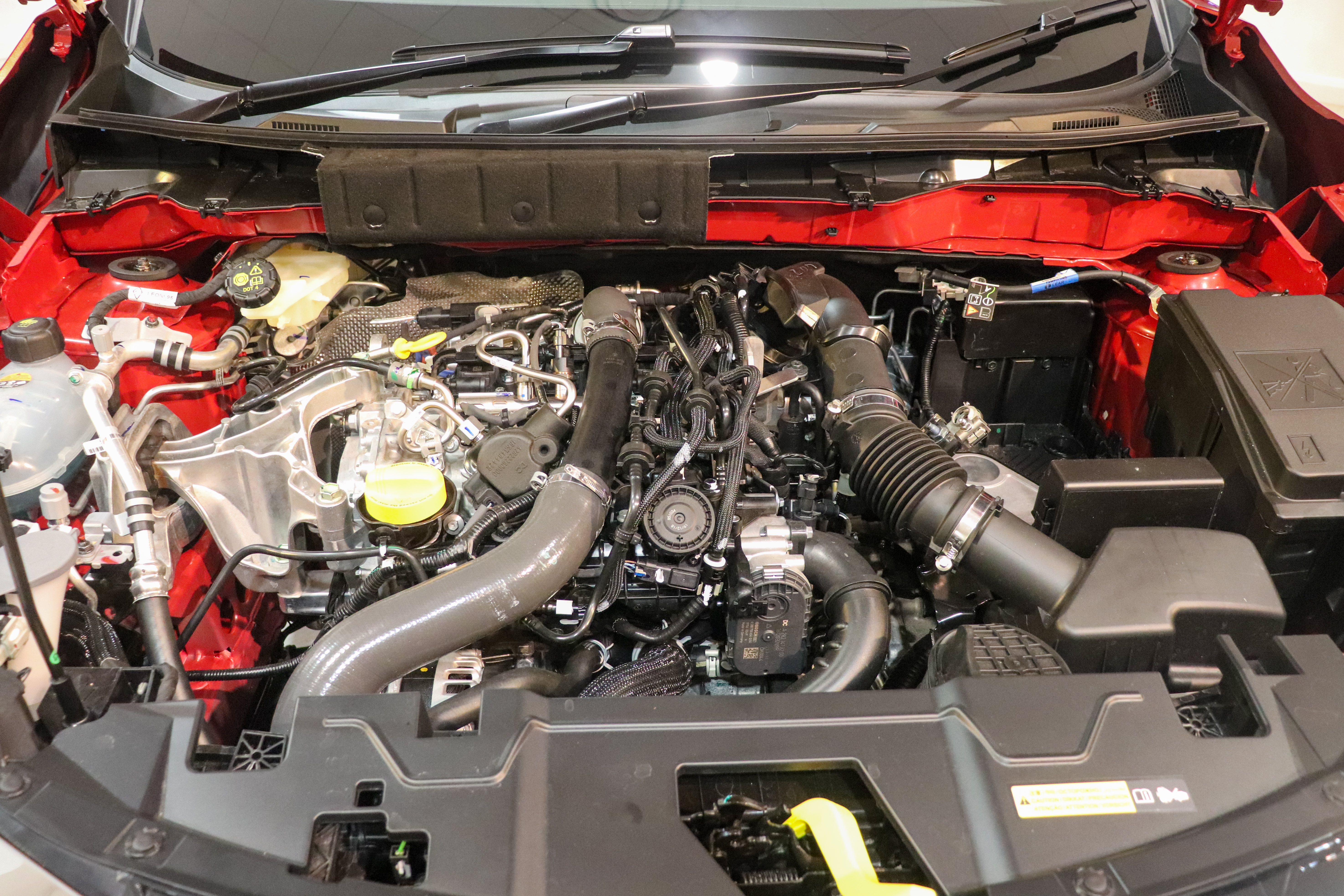
日産・ジューク（2代目）に搭載されているHR10DDT

- 最高出力 最大トルク: 86kW(117PS)  200N·m(20.3kg·m) （F16型ジュークの値）

#### 搭載車種
- 日産・マイクラ（K14型・欧州向け）2019-2024年
- 2019年：日産・ジューク（2代目）
- 2020年：ルノー・メガーヌセダン(4代目)
- 2022年：ダチア・ジョガー TCe 110
- 2023年：ダチア・サンデロステップウェイ（3代目） TCe 110

## ボア 75.5mm (2022年-)

### HR12DDV / HR12 (ルノー)
直列3気筒 1.2L (1,197cc) オールアルミ製、可変ジオメトリーターボチャージャー付き。48VのmHEVに搭載される。タイミングチェーン駆動、12バルブDOHC、VVT、可変容量オイルポンプ、電動ウォーターポンプ、アイドリングストップ、回生ブレーキおよびボアスプレーコーティングを採用。E-Techに搭載されるものは最高出力130 hp (96 kW)、最大トルク205 N·m (151 lbf·ft) を発生する。通常では 230 N⋅m (170 lbf⋅ft)、用途に応じて最高出力150 hp (110 kW)、最大トルク 230 N⋅m (170 lbf⋅ft)のエンジンも用意されている。これらのエンジンのルノーでのマーケティング名は、TCe130、TCe 150 (グランオーストラルに搭載)、E-Tech 160、および E-Tech 200 である。
搭載車種
- 2022 ルノー・オーストラル
- 2023 ルノー・エスパス#6代目(2023年-)
- 2024 ルノー・ラファール